# École de Newlyn

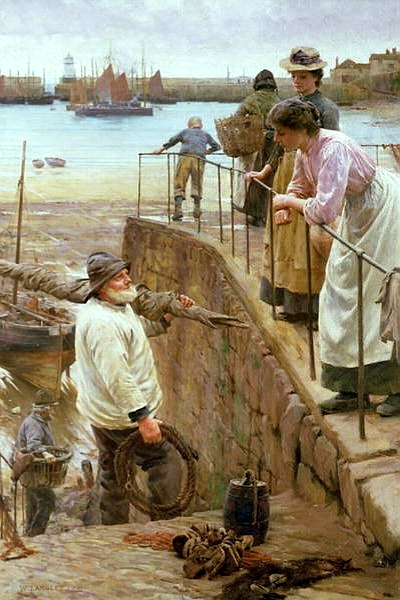
Walter Langley, Between The Tides, 1901 (huile sur toile, 40 x 60cm).

L’École de Newlyn est une colonie d'artistes basée dans la région de Newlyn, un village de pêcheurs tout proche de Penzance, en Cornouailles, des années 1880 jusqu'au début du XXe siècle. Son installation rappelle celle de l'École de Barbizon en France, où des artistes avaient fui Paris pour peindre dans un cadre plus pur en bénéficiant de la lumière naturelle. Comme elle et un mouvement californien apparenté, l'école de Newlyn s'inscrit dans le mouvement de la peinture en plein air.
Newlyn possédait de nombreux atouts pour attirer les peintres : une lumière magnifique, un faible coût de la vie et la disponibilité de modèles bon marché. Elle était aussi relativement facile d'accès grâce à l'extension du réseau de la Great Western Railway à l'Ouest de la Cornouailles en 1877. Ces peintres ont été fascinés par le travail des pêcheurs et la vie quotidienne sur le port et dans les villages voisins. Certaines de leurs œuvres montrent les risques et les tragédies de la vie des habitants, comme l'anxiété des femmes au bord de la mer au départ des navires, ou une jeune femme en pleurs à l'annonce d'un naufrage. Lamorna Birch a été un des principaux acteurs de la colonie d'artiste. L'école de peinture Forbes, fondée par Stanhope Forbes et sa femme Elizabeth en 1899, a promu l'étude de la peinture de figures.
En 2011 a été créée une Newlyn School of Art (en) financée par l'Arts Council ; beaucoup de cours y sont donnés par des artistes célèbres de Cornouailles.

## Membres
- Lamorna Birch
- Frank Bramley
- Albert Chevallier Tayler
- Elizabeth Forbes
- Stanhope Forbes
- Norman Garstin
- Thomas Cooper Gotch
- Frederick Hall
- Harold Harvey
- Ayerst Ingram
- Walter Langley
- Harold Knight
- Laura Knight
- Carey Morris
- Alfred Munnings
- Dod Proctor
- Henry Meynell Rheam
- Henry Scott Tuke
- Annie Walke née Fearon

Pour une liste complète, voir : George Bednar. Every Corner was a Picture: A checklist compiled for the West Cornwall Art Archive of 50 artists from the early Newlyn School painters through to the present.  (ISBN 1-872229-36-0)